# Chiesa di San Filippo (L'Aquila)
La chiesa di San Filippo Neri è un edificio religioso sconsacrato dell'Aquila, situato nel quarto di San Pietro.
Deve la sua realizzazione all'ordine monastico di San Filippo Neri che la edificò tra il 1637 e il 1661. Allo scioglimento dell'ordine, nel 1862, la chiesa è stata sconsacrata e destinata ad altri usi; nella seconda metà del XX secolo è stata adibita a teatro.

## Storia
Le vicende costruttive della chiesa sono legate a quelle dell'insediamento in città della confederazione dell'oratorio di San Filippo Neri, avvenuta nel 1607 grazie alla personalità di Baldassarre de' Nardis, dell'omonima famiglia aquilana. L'ordine si stabilì nello scomparso oratorio di San Girolamo — in corrispondenza dell'attuale chiesa di Santa Caterina Martire —, quindi, a partire dal 1615, decise di edificare un proprio convento tra la via degli Scardassieri e via degli Speziali (oggi via Cavour), in contrapposizione al complesso gesuitico che si andava a realizzare poco distante.
Il 3 ottobre 1637, un anno dopo l'accantieramento della Chiesa dei Gesuiti, cominciarono i lavori per una chiesa dei filippini a sud delle strutture del convento. L'edificio fu consacrata, con la facciata a grezzo e ancora incompleto nell'allestimento delle cappelle interne, nel 1661. Nei decenni successivi, già terminata le cappelle degli Antonelli e dei Colantoni (1660), si completò quella dei Carli (1665), oltre che il transetto e l'altare maggiore (1675).
Nel 1670 si realizzò inoltre un collegamento sopraelevato tra la chiesa e il vicino convento, mentre era già presente un analogo collegamento tra la chiesa e il retrostante oratorio, passante sulla via degli Scardassieri; alla fine del XVII secolo veniva a delinearsi il complesso dei filippini, costituito quindi da tre strutture — l'oratorio, la chiesa e il convento — collegate ma indipendenti fra loro. Il convento fu poi ampliato, tra il 1670 e il 1699, fino a porsi allineato al San Filippo.
Nel terremoto dell'Aquila del 1703 la chiesa subì il crollo della cupola e il danneggiamento delle strutture portanti; fu restaurata a partire dal 1708 e nel 1715 poté nuovamente essere aperta ai fedeli. Il sisma causò anche il crollo dell'antico oratorio di San Girolamo, il cui sito fu ceduto per permettere la realizzazione della chiesa di Santa Caterina Martire, mentre il nuovo oratorio di San Filippo fu realizzato a monte della chiesa nel 1770.
Già all'inizio del XIX secolo la chiesa passò nelle mani della congregazione del Santissimo Redentore per opera del vescovo Girolamo Manieri, ancora prima della soppressione dell'ordine dei filippini avvenuta nel 1862, e quindi diventò di proprietà comunale nella seconda metà del secolo, venendo sconsacrata. Negli anni successivi fu adibita a deposito militare, dogana e spazio espositivo. Negli anni Settanta venne radicalmente restaurata per mano del soprintendente Moretti, diventando poi negli anni Ottanta sede di spettacoli ed ospitando la sede del Teatro Stabile d'Innovazione L'Uovo. L'edificio è rimasto gravemente danneggiato dal terremoto dell'Aquila del 2009 e il suo restauro, costato 3,6 milioni di euro, dovrebbe essere completato entro il 2020.

## Descrizione
La chiesa è situata in piazza San Filippo, nel locale di Amiterno, all'interno del quarto di San Pietro. È posta come quinta teatrale del piccolo slargo ad esedra, realizzato con riferimento alla Piazza Sant'Ignazio e completato nel XVIII secolo con l'edificazione del prospiciente Palazzo Cipolloni, già Ienca.

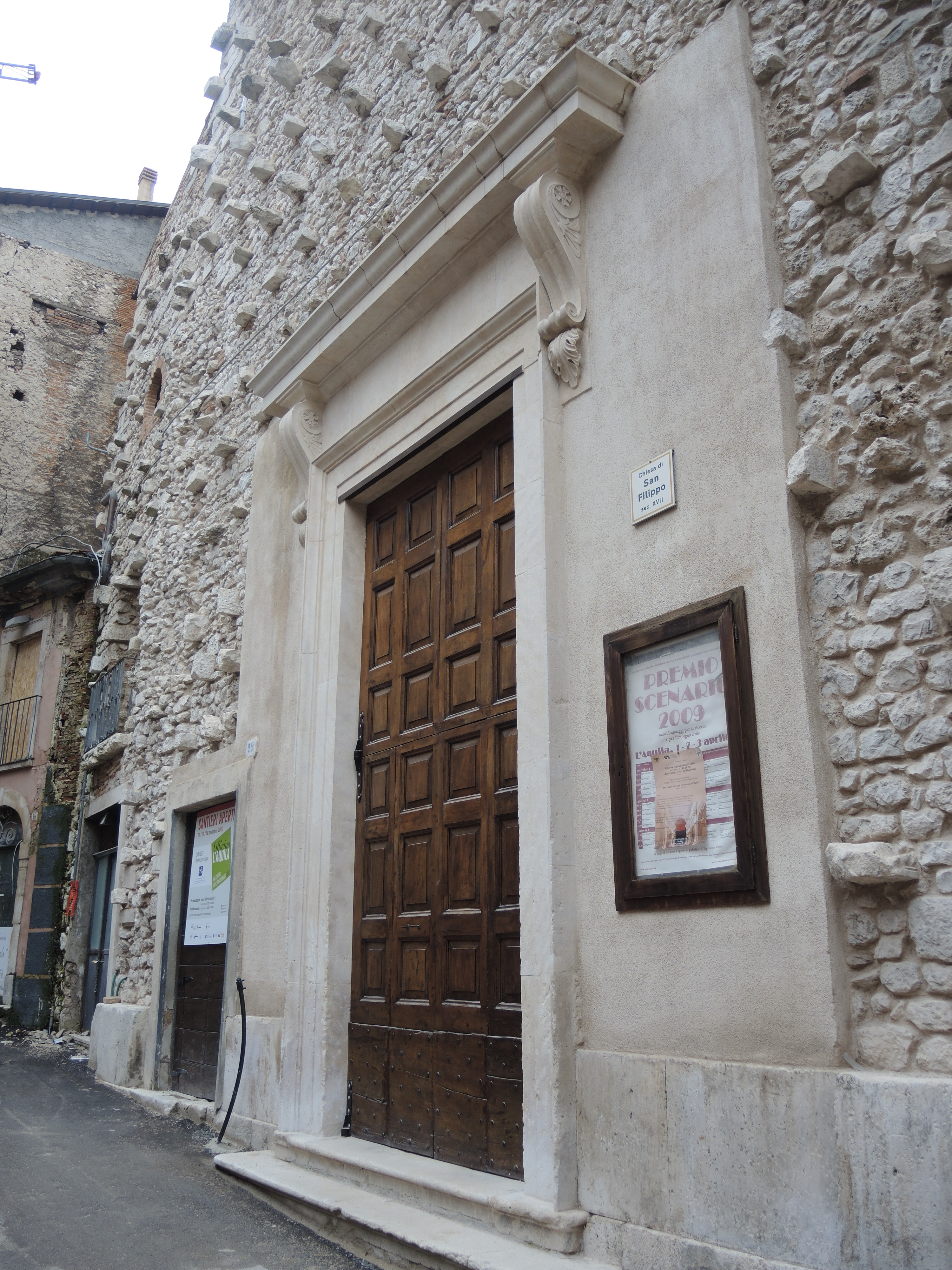
Il portale della chiesa su piazza San Filippo.

San Filippo costituiva il centro del complesso aquilano dei filippini, costituito, oltre che dalla chiesa, dall'oratorio di San Girolamo — poi sostituito dal nuovo oratorio su via Cavour — e dal convento; i tre edifici, sebbene indipendenti l'uno dall'altro, erano collegati mediante percorsi ad arco passanti rispettivamente sulla via degli Scardassieri e sulla via, oggi chiusa, che collegava piazza San Biagio con via Cavour.

### Esterno
La facciata si presenta a grezzo, ossia priva di rivestimento e con il solo basamento in conci di pietra completata come da progetto; tale caratteristica la collega alla contrapposta chiesa di Santa Margherita dei Gesuiti, anch'essa con la facciata incompleta. La terminazione è a capanna e il portale, squadrato e rivestito anch'esso da una massiccia cornice lapidea, è posto in asse alla finestra rettangolare.
A sinistra dell'ingresso, una parete a diaframma chiude l'antica via che metteva in comunicazione piazza San Biagio e piazza San Filippo, separando le strutture della chiesa e dell'adiacente convento.

### Interno
L'impianto del San Filippo è a croce, in forma decisamente squadrata, e reso più articolato dalla presenza di quattro cappelli laterali afferenti all'aula rettangolare. Un sistema di paraste corinzie e trabeazioni sorregge la volta a botte dell'aula e la cupola del transetto, ricostruita in seguito al sisma del 1703; riguardo alla cupola seicentesca originaria non vi è documentazione ufficiale ma è plausibile che si attestasse su un alto tamburo per contrapporsi in alzato alla vicina chiesa dei Gesuiti e che questo sia crollato a causa del sisma.
La stessa articolazione spaziale, con le due cappelle su ciascun lato, rimanda a quella gesuitica di Santa Margherita e, più in generale, a quella vignolesca del cinquecentesco Gesù romano e che andava ad influenzare l'architettura religiosa aquilana. Non è noto il progettista architettonico ma viene ipotizzato che possa riferirsi alla cerchia degli architetti romani vicini alla congrega di San Filippo Neri.
Alla struttura di matrice manierista d'isipirazione classica e realizzata nella prima metà del XVII secolo, si contrappone il pregevole apparato decorativo d'influenza prettamente barocca, completato nei decenni successivi per mano di maestranze lombarde o ticinesi e che contribuisce a rendere il San Filippo il primo e il più significativo esempio di barocco aquilano. Gli stucchi sono opera di Giovan Battista Amantino e Francesco Ferradini, mentre il coro ligneo è attribuito a Giacomo Farelli. Le cappelle Antonelli e Colantono è impreziosite da quadri di Lazzaro Baldi del 1660 mentre la cappella Carli, la più importante, con volta affrescata del Farelli e stucchi ad opera dell'Amantino, ospita due tele di Giacinto Brandi riferibili al 1665. Lo stesso Amantino e il Pedretti sono gli autori degli altari marmorei posti in corrispondenza delle ali del transetto e databili a circa il 1675.

### Convento
Il convento di San Filippo, afferente alla chiesa, fu istituito provvisoriamente nel 1615 ed edificato poi tra il 1670 e il 1699. Si tratta di un vasto complesso di forma quadrangolare, su due livelli, con chiostro interno, situato all'angolo settentrionale di piazza del Duomo, tra via Cavour, via degli Scardassieri e via Sassa; il quarto lato è posto in aderenza alla chiesa stessa, chiudendo l'antica strada che collegava piazza San Biagio e piazza San Filippo.